# Gypsy-Rose Blanchard
Gypsy-Rose Alcida Blanchard-Anderson (született: Blanchard; Golden Meadow, Louisiana, 1991. július 27.) egy amerikai elítélt gyilkos. Világszerte ismertté vált, amikor a Missouri állambeli Springfieldben előre ki nem tervelt emberölésért elítélték édesanyja, Clauddine Dee Dee Blanchard halála miatt, aki Gypsy-Rose-t egész életen át tartó fizikai, lelki és orvosi bántalmazásnak vetette alá. Tíz év börtönbüntetésre ítélték.
Nyolc év után, 2023 december 28-án feltételesen szabadlábra helyezték.  Gypsy gyermekkorának meghökkentő aspektusainak köszönhetően, többek között, hogy édesanyja arra kényszerítette, hogy fogyatékosnak és gyógyíthatatlan betegnek tettesse magát, széles körű médiafigyelmet kapott. A Hulu streaming szolgáltató készített egy limitált sorozatot A tett (2019) címmel, melyet Magyarországon az HBO közvetített, és melynek megjelenésekor Gypsy még mindig börtönben ült. Számos tévéműsorban szerepelt interjúkban, például Dr. Philben, és más műsorok is feldolgozták a történetét. 2024-ben bemutatták saját valóságshow-ját, a Gypsy Rose: Life After Lock Up-ot a Lifetime TV csatornán.

## Élete

### Gyermekkora
Blanchard 1991. július 27-én született a 24 éves Clauddine "Dee Dee" Blanchard (született Pitre) és a 18 éves Rod Blanchard gyermekeként. Édesanyja először azt állította, hogy Gypsy-Rose-nak csecsemőkorától kezdve számos egészségügyi problémája volt. Kezdetben az édesanyja azt mondta neki, hogy izomsorvadásban szenved, ezért járókeretre van szüksége. Hét-nyolc éves korában kisebb motorbalesetet szenvedett nagyapjával, melynek során enyhe térdhorzsolást szenvedett. Ezek után Dee Dee azt állította, hogy kerekesszékre van szüksége.

### Költözés Missouriba
Miután a Katrina hurrikán elpusztította louisianai otthonukat, Dee Dee és Gypsy-Rose egy bérelt házban éltek Aurorában, Missouri délnyugati részén. Az ott töltött idő alatt a Gypsy-Rose 2007-ben megkapta Az Év Gyermekének járó kitüntetést az Oley Foundation jóvoltából, mely a szondatáplálásra rákényszerülő páciensek jogait képviseli az Egyesült Államokban. Gypsy egész idő alatt tisztában volt vele, hogy nincs szüksége sem etetőszondára, sem pedig kerekesszékre, de édesanyjától való félelmében nem hagyott fel a szerepjátékkal. 2008-ban a Habitat for Humanity épített nekik egy kis házat kerekesszékes rámpával és pezsgőfürdővel egy nagyobb projekt részeként Springfield északi oldalán, keletre, így Gypsy és édesanyja odaköltöztek. Egy egyedülálló anya története, aki súlyosan fogyatékos lányával kénytelen volt elmenekülni Katrina pusztítása elől, jelentős helyi médiafigyelmet kapott, és a helyi közösség gyakran segített, hogy támogassák azt a nőt, aki most már Clauddinnea Blancharde nevet használta, és akit a helyiek csak Dee Deeként ismertek.
Sokan akik találkozott Gypsy-Rose-zal, elbűvöltőnek találták a lányt. Alacsony testmagassága (150 cm), szinte teljesen fogatlan szája, nagy szemüvege, és magas, gyermeki hangja megerősítette azt a percepciót, hogy valóban küzdött azokkal az egészségügyi problémákkal, melyeket az anyja állított róla. Dee Dee rendszeresen leborotválta Gypsy-Rose fejét, hogy utánozza egy kemoterápiás beteg szőrtelen megjelenését, és állítólag azt mondta lányának, hogy mivel a gyógyszerkezelése idővel mindenképp hajhullást eredményezne, jobb, ha előre leborotválja. Így Gypsy-Rose gyakran hordott parókát vagy kalapot, hogy elrejtse kopasz mivoltát. Amikor elmentek otthonról, Dee Dee gyakran vitt magával egy oxigéntartályt és etetőszondát; Gypsy-Rose még a 20-as éveiben is a PediaSure által gyermekeknek gyártott folyékony táplálék-kiegészítőt fogyasztotta.
Dee Dee fizikai bántalmazással kontrollálta lányát, és mindig fogta a kezét mások jelenlétében. Amikor Gypsy-Rose olyat mondott, ami azt sugallta, hogy valójában nem is beteg, vagy úgy tűnt, hogy az elhangzottak egyébként meghaladnák az állítólagos szellemi képességeit, emlékei szerint az anyja mindig nagyon megszorította a kezét. Ilyenkor amikor végre kettesben voltak, Dee Dee megpofozta tenyérrel vagy vállfával.

### Függetlenedés
Úgy tűnik, Dee Dee legalább egyszer meghamisította Gypsy-Rose születési anyakönyvi kivonatát, és 1995-re változtatta születési dátumát, hogy alátámassza azt az állítást, miszerint még mindig tinédzser; Gypsy-Rose egy későbbi interjúban elmondta, hogy 14 éven át nem volt biztos a valós életkorában. Dee Dee néha azt is állította, hogy az eredeti születési anyakönyvi kivonat megsemmisült a Katrina utáni árvíz idején. Dee Dee azonban megőrzött egy másik példányt, amelyen Gypsy valódi születési dátuma szerepelt. Gypsy visszaemlékezése szerint látta ezt a dokumentumot az egyik kórházi látogatásuk során, melynek hatására összezavarodott; Dee Dee azt mondta neki, hogy nyomtatási hiba volt.
Gypsy-Rose 2001 óta rendszeresen résztvett egy sci-fi és fantasy rendezvényen, néha jelmezben, mivel itt kerekesszékében könnyen be tudott olvadni a sokszínű és befogadó közösségbe. Egy 2011-es esemény alatt édesanyja egy szállodai szobában találta egy férfival, akivel az interneten ismerkedett meg; Gypsy ekkor feltételezhetően egy szökési kísérletet akart végrehajtani. Dee Dee ismét Gypsy-Rose hamis, fiatalabb születési dátumát adta meg a papírokon, és fenyegetőzött, hogy értesíteni fogja a rendőrséget.  Gypsy-Rose azt állítja, hogy később Dee Dee kalapáccsal összetörte a számítógépét, és megfenyegette, hogy ugyanezt teszi az ujjaival is, ha még egyszer megpróbálna elszökni; Gypsy állítása szerint édesanyja két hétig az ágyához bilincselte, azonban később nem találtak sem bilincset, pórázt vagy akár láncot az otthonukban. Dee Dee később azt mondta Gypsy-Rose-nak, hogy papírokat nyújtott be a rendőrségen, miszerint Gypsy-Rose mentálisan inkompetens, melynek következtében azt hitte, hogy ha megpróbálna a rendőrséghez fordulni segítségért, nem hinnének neki. 
Valamikor 2012 táján Gypsy-Rose, aki továbbra is szabadon használhatta az internetet és a telefont, online kapcsolatba lépett Nicholas Godejohnnal, egy vele nagyjából egyidős férfival a wisconsini Big Bendből, akit elmondása szerint egy keresztény egyedülállóknak létrehozott társkereső weboldalon ismert meg. 
2014-ben Gypsy-Rose elárulta 23 éves szomszédjának, Aleah Woodmansee-nek (aki nem tudta, hogy Gypsy-Rose valójában közel áll az ő korához, így "nagy testvérként" viselkedett vele), hogy ő és Godejohn szökést terveztek, és már potenciális gyermekiek számára is választottak neveket. Gypsy-Rose, akinek öt különböző Facebook-fiókja is volt,  és Godejohn az interneten flörtöltek, beszélgetéseik néha BDSM-elemeket tartalmaztak, amiről Gypsy azóta azt állította, hogy inkább a férfit érdekelték. Woodmansee megpróbálta lebeszélni a szökésről, mivel még mindig úgy gondolta, hogy Gypsy-Rose túl fiatal, és lehetséges, hogy egy szexuális ragadozó csak kihasználja. Gypsy-Rose terveit csak "fantazmagóriáknak és álmoknak tartotta, melyek közül úgysem valósul meg semmi". Annak ellenére, hogy Dee Dee igyekezett megakadályozni lánya internet használatát, ami egészen a lánya telefonjának és laptopjának tönkretételéig vezetett,  Gypsy-Rose 2014-ig tartotta a kapcsolatot Woodmansee-vel, aki a bejegyzéseiből kinyomtatott példányokat tárolt el. 
A következő évben Gypsy-Rose megszervezte és finanszírozta, hogy Godejohn Springfieldbe utazzon. Tervei szerint egy mozilátogatás során, ahol édesanyja is jelen van, úgy tettek volna, mintha Gypsy először találkozna Godejohnnal,  majd Gypsy előadja, hogy egy véletlen találkozáson alapuló kapcsolatot szeretne létesíteni vele. Amikor személyesen találkoztak, Godejohn állítása szerint, Gypsy-Rose a mosdóba vezette a férfit, ahol szexuális kapcsolatot létesítettek.  Ezt követően folytatták online kapcsolatukat, és elkezdtek kidolgozni egy tervet Dee Dee megölésére. 

### Dee Dee Blanchard meggyilkolása
Godejohn 2015. június 10-én tért vissza Springfieldbe, amikor Gypsy-Rose és édesanyja épp egy orvosi találkozón voltak. Miután hazaértek, és Dee Dee lefeküdt aludni, Godejohn a Blanchard házhoz ment. Gypsy-Rose beengedte, és állítólag szigetelőszalagot, kesztyűt és kést adott neki tudatában léve annak, hogy azzal fogja megölni Dee Dee-t. 
Gypsy bebújt a fürdőszobába, és befogta a fülét, hogy ne kelljen az anyja sikoltozását hallania. Godejohn ezután 17-szer hátba szúrta Dee Dee-t, miközben aludt.  Ezt követően a pár Gypsy-Rose szobájában szexelt, majd több mint 4400 dollár készpénzt loptott el,  amelyet Dee Dee a házban tartott, és főként a gyermektartásdíjakból gyűjtött össze. Egy Springfield melletti motelbe menekültek, ahol eltöltöttek néhány napot a következő lépésüket tervezve; ezalatt több üzlet biztonsági kameráján is látták őket. Gypsy-Rose azt mondta, akkor úgy gondolta, hogy ezzel megúszták a bűncselekmény következményeit. 
Visszaküldték a gyilkos fegyvert Godejohn wisconsini otthonába, nehogy lebukjanak vele,  majd ők maguk busszal utaztak oda. Több szemtanú, aki látta a párt a Greyhound állomás felé menet, megjegyezte, hogy Gypsy szőke parókát viselt, és segítség nélkül sétált.

### Nyomozás és letartóztatás
Miután felfigyeltek a Dee Dee Facebook fiókjából közzétett gyanús állapotjelentésekre, a Blanchard-család barátai sejtették, hogy valami nincs rendben. Miután a telefonhívásokat senki nem fogadta, több barát és szomszéd ment a házhoz. Míg a barátok és a szomszédok tisztában voltak vele, hogy az Dee Dee és lánya gyakran bejelentés nélkül távoztak orvosi utakra, látták, hogy Dee Dee módosított autója a kocsifelhajtón állt, ami valószínűtlenné tette egy előre be nem jelentett utazást. Az ablakokon lévő védőfólia megnehezítette a belátást gyenge fényviszonyok mellett. Senki sem nyitott ajtót, ezért az összegyűltek hívták a 911-et. Amikor a rendőrök megérkeztek, meg kellett várniuk a házkutatási parancs kiadását, mielőtt beléphettek volna, de azt megengedték, hogy az egyik szomszéd bemásszon egy ablakon. Az illető arról számolt be, hogy a ház belseje nagyjából háborítatlan, és ott vannak Gypsy-Rose kerekesszékei is. 
A házkutatási parancs kiadásakor a rendőrök bementek a házba, és megtalálták Dee Dee holttestét. A szomszédok aggódtak amiatt, hogy Gypsy hogyan boldogulna kerekesszéke, gyógyszerei és segédeszközei, például az oxigéntartályok és az etetőszonda, nélkül. A barátok létrehoztak egy GoFundMe fiókot, hogy onnan finanszírozzák Dee Dee, és esetleg Gypsy-Rose, temetési költségeit. 
Woodmansee, aki a Blanchardes gyepén összegyűltek között volt, elmondta a rendőrségnek, mit tudott Gypsy-Rose-ról és az ő titkos barátjáról. Megmutatta nekik a kinyomtatott bejegyzéseket, melyeket megőrzött, és amelyeken a férfi neve is szerepelt. Ezen információk alapján a rendőrség arra kérte a Facebookot, hogy nyomozzák le azt az IP-címet, amelyről az állapotjelentések Dee Dee fiókjába érkeztek. Kiderült, hogy az érintett hely Wisconsinban van, és másnap Waukesha megye rendőri szervei rajtaütöttek Godejohn Big Bend-i otthonán. Godejohn és Gypsy-Rose megadták magukat, a rendőrök pedig őrizetbe vették őket gyilkosság és fegyveres bűncselekmény vádjával. 
A hírt, hogy Gypsy-Rose biztonságban van, megkönnyebbülés fogadta Springfieldben. Ám Gypsy-Rose és Godejohn kiadásának bejelentésekor Jim Arnott Greene megyei seriff figyelmeztetett: "a dolgok nem mindig azok, aminek látszanak". A Springfield-i média hamarosan beszámolt a Blanchardok életének igazságáról: Gypsy-Rose soha nem volt beteg, és mindig is tudott járni, csupán az anyja állította be másként, fizikai bántalmazással irányítva őt. Arnott arra kérte az embereket, hogy ne adományozzanak pénzt a családnak, amíg a nyomozók ki nem derítettik a csalás mértékét. 
Gypsy-Rose bűnösnek vallotta magát a előre ki nem tervelt emberölés elkövetésében, amiért tíz év börtönre ítélték.  Godejohnt előre kitervelt emberölés vádjával bűnösnek találták, és életfogytiglani börtönbüntetésre ítélték feltételes szabadlábra helyezés nélkül  és további 25 évre fegyveres bűncselekmény miatt. 

### Börtön
A börtönben Blanchard eljegyezte magát egy Ken Urker nevű férfival, akivel egy levelezőpartneri programon keresztül ismerkedett meg. Később véget vetettek kapcsolatuknak. 2022 júliusában hozzáment Ryan Anderson louisianai tanárhoz a börtönben, az eseményen vendégek nem vettek részt.

### A börtön után
Blanchardot 2023. december 28-án engedték feltételesen szabadlábra, miután nyolc évet letöltött tízéves büntetéséből.  Bejelentette, Released: Conversations on The Eve of Freedom  című e-könyve 2024 januárjában jelenik meg. Szabadulása után Blanchard interjúkat adott különféle hírügynökségeknek és televíziós műsoroknak. Első televíziós interjújában 2024. január 5-én aGood Morning America-nak és a CNN-nek nyilatkozott.   Később aznap feltűnt a The View egyik epizódjában, amelyben a börtönből való szabadulásáról és a további terveiről beszélt.  
Blanchard és Anderson dokumentumfilmet forgatott életükről, röviddel Gypsy börtönből való szabadulása előttről, illetve utánról. A Gypsy-Rose: Life After Lock Up című sorozatot 2024 júniusában mutatták be a Lifetime-on. 
2024. március 10-én Blanchard törölte Instagram- és Twitter-fiókját.  Instagram-fiókjának csúcspontján 7,8 millió követője volt.  Március 14-én egy már törölt TikTokban bejelentette, hogy azt tervezi, hogy megtartja fiókját, de aztán törölte a TikTok-ot is, amit azóta újra aktivált.  

2024. március 28-án Blanchard egy, a privát Facebook-fiókjában közzétett nyilatkozatában bejelentette, hogy elvált Andersontól; a bejegyzés a People magazin birtokába került és így jutott el a nyilvánosságba:  
Az emberek érdeklődnek, hogy mi zajlik most az életemben. Sajnos a férjemmel különváltunk, és visszaköltöztem a szüleimhez a folyópartra. Szerencsére a családom és a barátaim támogatnak, és segítenek végigmennem ezen az úton. Közben megtanulok hallgatni a szívemre. Jelenleg időre van szükségem, hogy felfedezzem… ki is vagyok valójában. 
Blanchard megjelent a The Kardashians című Hulu valóságshow ötödik évadának egyik epizódjában. 
2024. április 30-án Blanchard a TMZ-n keresztül bejelentette, hogy felélesztette kapcsolatát volt vőlegényével, Ken Urkerrel.  2024. július 9-én Blanchard bejelentette, hogy ő és Urker első közös gyermeküket várják, aki előreláthatólag 2025 januárjában születik meg. 

## Popkulturális vonatkozások
- 2019-ben a Hulu kiadta A tett című nyolcrészes minisorozatot, melyben Joey King Gypsy-Rose-t, Patricia Arquette pedig Dee Dee-t alakította.
- A Snatch Game-ben a kanadai Drag Race 1. évadában BOA, drag queen, Gypsy-Rose-t alakította. [28]

## Dokumentumfilmek és interjúk
| Év   | Cím                                            | Szerep                                                                         | Ref.   |
| ---- | ---------------------------------------------- | ------------------------------------------------------------------------------ | ------ |
| 2017 | Mommy Dead and Dearest                         | Dokumentumfilm; egy börtöninterjún és archív felvételeken egyaránt megjelenik. | [ 29 ] |
| 2017 | Dr. Phil                                       | Vendég; börtöninterjú; 2 epizód                                                | [ 30 ] |
| 2018 | ABC News Nightline                             | Vendég; börtöninterjú                                                          | [ 31 ] |
| 2018 | Gypsy's Revenge                                | Börtöninterjú; Cameo felvételek                                                | [ 32 ] |
| 2024 | Jó reggelt Amerika                             | Vendég; 2 epizód                                                               | [ 33 ] |
| 2024 | The View                                       | Vendég; 1 epizód                                                               | [ 34 ] |
| 2024 | The Prison Confessions of Gypsy Rose Blanchard | Dokumentumfilm sorozat                                                         | [ 35 ] |
| 2024 | Gypsy Rose: Life After Lock Up                 | Valóságshow sorozat                                                            | [ 36 ] |
| 2024 | The Kardashians                                | Vendég; 1 epizód                                                               | [ 37 ] |
| 2024 | This Morning                                   | Vendég; 1 epizód                                                               |        |